# Dahlica inconspicuella
Dahlica inconspicuella is een vlinder uit de familie zakjesdragers (Psychidae). De wetenschappelijke naam van deze soort is voor het eerst geldig gepubliceerd in 1843 door Stainton.
De soort komt voor in Europa.